# Make you happy
《Make you happy》是日本女子組合NiziU在正式出道前所推出的先行數位迷你專輯（Pre-debut Album），由JYP娛樂製作，唱片公司為日本索尼音樂，於2020年6月30日在日本、韓國同步發行，7月1日在全球發行。此張專輯共收錄四首歌，皆為NiziU在選秀節目『Nizi Project』中表演過的歌曲。

## 概要
- 2020年6月26日，透過節目『Nizi Project』公布女團「NiziU」最終出道成員，並透過NiziU官方社群網站宣佈本張先行數位迷你專輯的大綱，以及發行消息。
- 2020年6月27日，開放日本iTunes預購。
- 2020年6月29日，官方YouTube頻道釋出《Make you happy》的音樂錄影帶[2]。
- 2020年7月15日，官方YouTube頻道釋出《Make you happy》韓語版本的音樂錄影帶[3]。
- 2020年8月22日，官方YouTube頻道釋出《Make you happy》舞蹈表演的音樂錄影帶[4]。
- 2020年8月29日，官方YouTube頻道釋出《Baby I'm a star》舞蹈表演的音樂錄影帶[5]。
- 2020年9月12日，在日本電視台音樂節目『THE MUSIC DAY』中，首次將《Make you happy》表演亮相。
- 2020年12月31日，在NHK音樂節目『第71回 紅白歌合戰』中，表演《Make you happy》。
- 2023年12月31日，在NHK音樂節目『第74回 紅白歌合戰』中，表演《Make you happy》。

## 商業成績
- 2020年7月13日，根據Oricon公佈的資料顯示，專輯數位下載量為8萬1525次，排名週榜專輯下載第一[6]；《Make you happy》的數位下載量為2萬4446次，排名週榜歌曲下載第一；專輯綜合成績為9萬6008分，排名週榜第一；《Make you happy》在歌曲綜合成績中獲得4萬2316分，排名週榜第二，《Baby I'm a star》獲得1萬4986分，排名週榜第九，《Boom Boom Boom》獲得1萬4343分，排名週榜第十，《虹の向こうへ》獲得1萬3098分，排名週榜第十二；《Make you happy》的串流媒體播放量為975萬8407次，排名週榜播放量第一，《Baby I'm a star》為406萬8993次，排名週榜第四，《Boom Boom Boom》為374萬7251次，排名週榜第六，《虹の向こうへ》為340萬3632次，排名週榜第七[7]。
- 2020年7月13日，根據Billboard Japan公佈的資料顯示，《Make you happy》在歌曲綜合成績中，獲得1萬8923分，排名週榜第二，《Baby I'm a star》獲得4108分，排名週榜第十四，《Boom Boom Boom》獲得4086分，排名週榜第十五，《虹の向こうへ》獲得3790分，排名週榜第十九[8]；在專輯綜合成績中，排名週榜第一[9]；專輯數位下載量為8萬1167次，排名週榜專輯下載第一[10]；《Make you happy》的數位下載量為2萬5439次，排名週榜歌曲下載第二[11]；《Make you happy》的串流媒體播放量為1158萬4293次，排名週榜播放量第一，《Baby I'm a star》為513萬8269次，排名週榜第四，《Boom Boom Boom》為476萬8331次，排名週榜第六，《虹の向こうへ》為438萬9180次，排名週榜第九[12]。

## 曲目
| 曲序 | 曲目                        |                                        | 作曲                                         | 编曲                                   | 时长 |
| ---- | --------------------------- | -------------------------------------- | -------------------------------------------- | -------------------------------------- | ---- |
| 1.   | Make you happy              | J.Y Park"The Asiansoul" Yuka Matsumoto | J.Y Park"The Asiansoul" 이해솔               | J.Y Park"The Asiansoul" 이해솔         | 3:04 |
| 2.   | Baby I'm a star             | J.Y Park"The Asiansoul" Yui Kimura     | J.Y Park"The Asiansoul"                      | J.Y Park"The Asiansoul" 이해솔         | 2:39 |
| 3.   | Boom Boom Boom              | KM-MARKIT                              | M-MARKIT RYUJA                               | RYUJA                                  | 3:21 |
| 4.   | 虹の向こうへ （彩虹的彼端） | Yuka Matsumoto Hikari Mizuki           | 이우민 “collapsedone” Justin Reinstein JJean | 이우민 “collapsedone” Justin Reinstein | 3:16 |

## 獎項
- 2020年10月，《Make You Happy》獲得『第19屆 MTV日本音樂錄影帶大獎』最佳舞蹈錄影帶獎[13]。
- 2021年3月，《Make You Happy》獲得『第35屆 日本金唱片大獎』最佳5首下載歌曲獎、最佳5首串流歌曲獎[14]。

## 外部連結
- NiziU Official Website （页面存档备份，存于）